# Grzegorz Antoni Ogiński

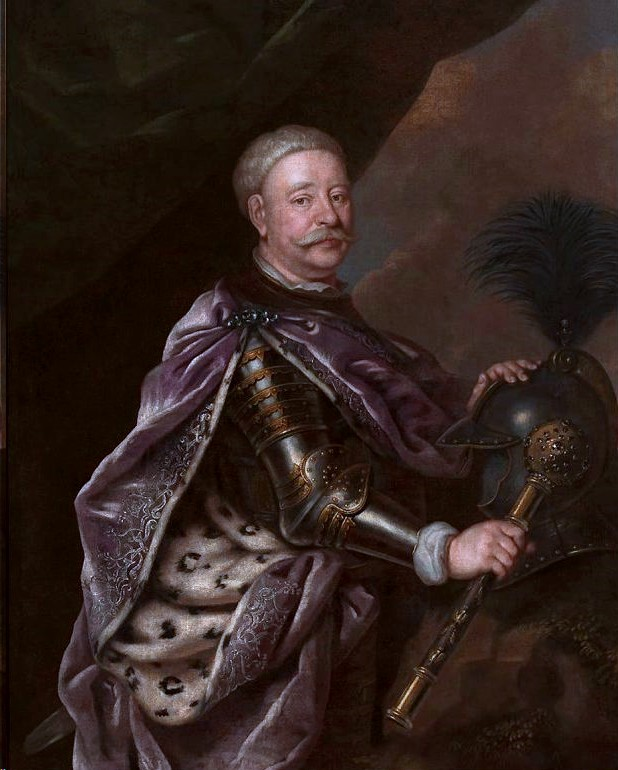
Grzegorz Antoni Ogiński

Grzegorz Antoni Ogiński (23 tháng 6 năm 1654 – 17 tháng 10 năm 1709)  là một Chỉ huy người Ba Lan-Litva và đồng thời là Thống đốc - Tướng quân của Công quốc Samogitia từ năm 1698. Ông là con trai thứ tư, người nhỏ tuổi nhất trong số những người con của Jan Jacek Ogiński, cũng là một Chỉ huy của Ba Lan.
Ogiński là một trong những thủ lĩnh của cuộc nổi dậy chống lại các nhà lãnh đạo Sapieha của Lithuania. Ông đã giành chiến thắng trong cuộc Nội chiến Litva mà đỉnh cao là Trận Valkininkai vào ngày 18 tháng 11 năm 1700. Sau trận chiến, Michał Franciszek Sapieha, người đứng đầu phe Sapieha cùng nhiều thành viên khác trong gia tộc và những người ủng hộ đã bị sát hại bởi một đám đông quý tộc say xỉn.
Ogiński là người ủng hộ và là cộng sự thân cận của Vua Augustus II. Ông được bổ nhiệm làm Chỉ huy của Litva vào ngày 20 tháng 11 năm 1703 và Đại Chỉ huy của Litva vào năm 1709. Ông cũng được nhận Huân chương Đại bàng trắng vào năm 1705.
Cha của ông là Jan Jacek Ogiński (mất 1684), cũng là một Chỉ huy.
Ông kết hôn với Teofila Czartoryska và có một con trai tên là Kazimierz Marcjan Ogiński (mất năm 1727) và một con gái tên là Elżbieta Magdalena Ogińska. Ông qua đời ở Lublin vào năm 1709.